# Violenta da Clodia
Violenta da Clodia è una cavalla dal manto baio, due volte vincitrice del Palio di Siena. Di razza mezzosangue anglo-arabo a fondo inglese (con il 30,28% di sangue arabo), è nata nel 2013 dallo stallone Bonbon e dalla fattrice Dune D'Azur.

## Carriera
Il primo impatto di Violenta da Clodia con Piazza del Campo fu nel luglio 2018 per le prove di addestramento mattutine. In seguito, nell'agosto 2018, partecipò alla tratta, ma non venne scelta per correre il Palio. 
Esordì nel Palio Straordinario del 20 ottobre 2018 nel Nicchio con Giovanni Atzeni detto Tittia, arrivando seconda alle spalle di Remorex, che vinse scosso nella Tartuca. 
L'anno dopo disputò entrambi i Palii con il fantino Jonatan Bartoletti detto Scompiglio, a luglio nella Chiocciola, dove sfiorò la vittoria per pochi centimetri, e ad agosto nella Torre, senza conseguire la vittoria. 
Dopo lo stop di due anni dovuto alla pandemia di Covid-19, venne ripresentata alla tratta del Palio del 2 luglio 2022, ma non venne scelta dai capitani. 
Nel Palio di agosto 2022 (corso il 17 causa pioggia) colse la sua prima vittoria nel Leocorno con Tittia, realizzando nell'occasione il record della Piazza in 1'12"66/100.
Nel Palio del 2 luglio 2023 trionfò nuovamente con Tittia, stavolta per i colori della Selva, ritoccando ulteriormente il suo precedente record in 1'12"39/100.
A marzo 2024 ne viene annunciato il ritiro dalla Piazza da parte del proprietario Theodore Westerman, con destinazione della cavalla al ruolo di fattrice.

## Presenze al Palio di Siena
Le vittorie sono evidenziate e indicate in neretto.
| Palio           | Contrada   | Fantino                             |
| --------------- | ---------- | ----------------------------------- |
| 20 ottobre 2018 | Nicchio    | Giovanni Atzeni detto Tittia        |
| 2 luglio 2019   | Chiocciola | Jonatan Bartoletti detto Scompiglio |
| 16 agosto 2019  | Torre      | Jonatan Bartoletti detto Scompiglio |
| 17 agosto 2022  | Leocorno   | Giovanni Atzeni detto Tittia        |
| 2 luglio 2023   | Selva      | Giovanni Atzeni detto Tittia        |